# منتر
منتر منظومة مدفعية اوتوماتيكية خاصة بالقوات البرية من إنتاج الصناعات الجوية الإسرائيلية (IAI) المؤسسة على صواريخ أرض-أرض.
وهذه المنظومة التي كُشِفَ عنها لأول مرة في 2009، مكونة من منصة اطلاق (أبعاده 1.4 متر عرض و 1.4 طول و2 متر ارتفاع) وبها 8 حاويات صواريخ أرض-أرض ووحدة اتصالات للمراقبة والإدارة. وتعمل منصة الإطلاق بشكل آلي وفق اوامر من وحدة المراقبة، بدون الحاجة إلى تدخل العنصر البشري.
والصواريخ نفسها يبلغ طولها 180 سم، وقطرها 150 ملم وتزن 63 كج. وهي مزودة بمنظومة توجيه GPSومنظومة ملاحة بالقصور الذاتي، بالإضافة إلى ذلك يمكنه ان يركز على نقاط الليزر. ويتحرك الصاروخ بواسطة أربعة أجنحه توجيه في ذيله. ويبلغ مدى الصاروخ حوالي 50 كم.
هذه المنظومة مخصصة لاستخدامات القوات المتمرسة في القتال البري (سلاح المشاة، سلاح المدرعات، وسلاح الهندسة) التي تحتاج إلى دعم نيران تكتيكي دقيق. وهذه المنظومة تهدف إلى التغلب على الحاجة إلى دعم خارجي (من القوات الجوية وقوات المدفعية) الأمر الذي يتطلب وقت للرد، واستعداء وسائل وتعاون من سلاح المهندسين والمدفعية، وهو الأمر الغير متاح دائماً. وفي مقدور القائد الميداني إرسال تفاصيل الهدف ونقاط الإشارة الخاصة به لوحدة المراقبة، وبالتالي تُطْلِق المنظومة الصاروخ بكل دقة إليها.
وهذه المنظومة تعد رخيصة نسبياً، حيث يصل سعر الصاروخ الواحد منها حوالي 100.000 شيكل. ولذلك اختارها الجيش الإسرائيلي.